# Kyra Gracie
Kyra Gracie Guimarães (Rio de Janeiro, 29 de maio de 1985) é uma empresária e esportista brasileira, pentacampeã mundial de Jiu-Jitsu, tricampeã do ADCC e integrante da família Gracie, família que difundiu o esporte no Brasil e no mundo, tendo se tornado referência mundial com seu estilo próprio de luta nas artes marciais, que sagrou inúmeros campeões em variados torneios. Atualmente Kyra Gracie é faixa preta 4º grau de Jiu-Jitsu e faixa preta de Judô.

## Biografia
É a primeira mulher de sua família a conquistar uma faixa preta em jiu-jitsu e a competir ativamente no esporte. Acostumada a exercícios físicos desde a infância, cresceu vendo de perto as competições de artes marciais, visto que é sobrinha dos lutadores Renzo Gracie, Ralph Gracie e Ryan Gracie. Kyra também é neta de Robson Gracie.
Devido aos diversos campeonatos nos quais participou, morou durante três anos em Nova Iorque e dois anos em Los Angeles, e desde 2010 voltou a residir no Rio de Janeiro, onde trabalhou como comentarista esportiva e apresentadora nos canais Globo, Sportv e Combate. Em 3 de agosto de 2018 fundou sua própria academia de artes marciais, a Gracie Kore.
Kyra foi a atleta mais jovem a conquistar o Mundial Sem Kimonos, no ADCC, aos dezenove anos. Ela é considerada por muitos como a melhor mulher lutadora da história do Jiu-Jitsu, nunca tendo perdido para uma adversária com mesma faixa e mesmo peso. Sempre treina com homens e diz que eles são mais "frescos" porque desistem ao primeiro machucado.
Ela fez um ano e meio de Direito na Universidade Cândido Mendes, mas teve que largar a faculdade para poder treinar em tempo integral. Ao ser perguntada sobre sua vaidade, diz que só luta de unha pintada e de cabelo com trança e coque. Já recebeu muitos convites para ser modelo e atriz, e já fez um ensaio sensual para a revista VIP. Ela afirma polemicamente que a mulher não perde a feminilidade com o jiu-jitsu e que as competidoras masculinizadas tomam anabolizantes.
Investindo no empresariado, Kyra lançou uma grife de moda esportiva feminina, dentro da linha de roupas da família Gracie, a Fightwear.
 

Em entrevistas, declarou-se feminista, e que sofreu a experiência do machismo na própria família:
“No começo, eles [família] me apoiaram porque acharam que era brincadeira. Quando viram que era sério, disseram que era para eu deixar a luta com os homens. Mas bati o pé e continuei. Depois que comecei a competir e a me destacar, eles deram o braço a torcer e passaram a me apoiar”.

## Carreira no jiu-jitsu

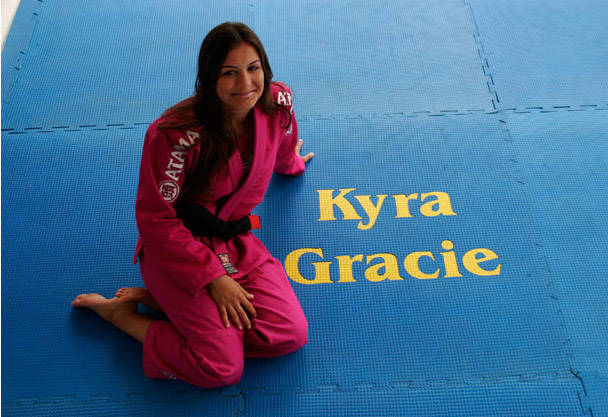
Kyra Gracie

Kyra começou a treinar assim que começou a caminhar e aos onze anos de idade começou a competir.
Certa vez, aos quinze anos de idade, ela pediu que o avô a inscrevesse no Campeonato Estadual, categoria peso-pluma. Chegando ao local, ela percebeu que não estava inscrita nessa categoria e sim em uma categoria dezenove quilos acima do seu peso e em outra, aberta a todos os pesos. Não se intimidando, ela ganhou as lutas e ainda passou a disputar na categoria aberta, que é chamada de absoluto, o que lhe deu mais autoconfiança e dedicação
A consagração começou  aos dezesseis anos, quando ela enfrentou CJ Macue no Campeonato Pan-Americano. Embora tensa, ela venceu a luta e conquistou a faixa-roxa. A partir daí, Kyra se tornou uma das maiores estrelas do Jiu-Jitsu mundial, derrotando atletas excelentes e difíceis. Sem dificuldades, ela derrotou uma excelente judoca de Fortaleza, Ceará, duas vezes vencedora do Campeonato Universitário pelo Centro Federal de Educação Tecnológica do Ceará.
Taciane era tida como uma adversária difícil, em virtude de sua carreira brilhante no Judo, mas Kyra provou ser mais rápida e mais forte, derrotando a oponente em apenas cinco minutos. Ela também impôs notórias derrotas sobre uma excelente competidora cearense (de Jiu-Jitsu) e sobre a lutadora de Submission Adriele, de Chapecó, Santa Catarina. Mais tarde, Kyra provou sua supremacia no esporte, ganhando da extraordinária lutadora de Jiu-Jitsu Leka Vieira.
No Campeonato Brasileiro de Jiu-Jitsu de 2008, Kyra obteve a medalha de ouro no peso-leve, ao vencer a competidora Luana Alzuguir. No Campeonato Mundial de Jiu-Jitsu de 2008, disputado em Long Beach, na Califórnia, ela sagrou-se mais uma vez vencedora nas categorias leve e absoluto.
Em 27 de julho de 2008, Kyra venceu o Rio Open Internacional de Jiu-Jitsu, que foi disputado no Rio de Janeiro. Ela lutou pela categoria leve e venceu Rosalinda Ferreira. Em 14 de novembro de 2008, Kyra venceu o Campeonato Brasileiro de Equipes. Em 20 de dezembro de 2008, Kyra se sagrou campeã do torneio Capital Challenge, realizado na Jordânia, derrotando a competidora Carol DeLazzer em disputa apertada.
No ano de 2009, Kyra foi segunda colocada no Mundial de Jiu-Jitsu nas categorias leve e absoluto e também obteve o segundo lugar no Pan-Americano, na categoria leve. No ano de 2010 foi campeã mundial pela quinta vez vencendo na final a atleta Luana Azulguir.
Em 2011 pela primeira vez na historia uma mulher consegue se tornar três vezes campeã do ADCC.
Eleita atleta do ano em 2011 e integrante do Hall da fama do Jiu-Jitsu. Atualmente ela se prepara para ingressar no MMA e trabalha como comentarista de lutas no canal Sportv/Combate

## Títulos
- Cinco Campeonatos Mundiais (2004, 2006, 2008, 2010 e 2011)
- Três Campeonatos ADCC World Championship (2005, 2007 e 2011)
- Cinco Campeonatos Pan-Americanos (2001, 2002, 2003, 2005 e 2007)
- Seis Campeonatos Brasileiros (1998, 1999, 2000, 2001, 2005 e 2008)
- Seis Campeonatos Estaduais (1998, 1999, 2000, 2001, 2002 e 2002)
- Um Campeonato Asiático (2006)

## Linhagem de mestres
Mitsuyo "Conde Koma" Maeda → Carlos Gracie, Sr. → Carlos Gracie, Jr. → Renzo Gracie → Kyra Gracie 

## Vida pessoal
Em meados de 2013 começou a namorar com o ator Malvino Salvador. No final do mesmo ano decidiram morar juntos. Desta união nasceram as meninas Ayra Gracie Salvador, em 08 de setembro de 2014, e Kyara Gracie Salvador, em 13 de outubro de 2016, que vieram ao mundo de parto cesariana, no Rio de Janeiro, e o menino Rayan, o primeiro menino do ator e da lutadora, nascido em 09 de janeiro de 2021.

## Revolução Rosa
Com o objetivo de aumentar o número de mulheres no jiu-jitsu, Kyra lançou o quimono rosa em 2006. Hoje o quimono rosa tomou conta das aulas no mundo todo e em diversas artes marciais, além do jiu-jitsu, como no caratê.